# Foo Fighters (album)
Foo Fighters is het debuutalbum van de Foo Fighters. Het werd uitgebracht in 1995 door Roswell/Capitol Records.
Oorspronkelijk was het album door Dave Grohl al opgenomen voordat hij de band Foo Fighters oprichtte. Hij had tijdens zijn periode als drummer in Nirvana al enkele nummers voor een soloalbum geschreven.

## Singles
De eerste single van de Foo Fighters was This Is a Call. Bij dit nummer werd geen videoclip gemaakt. Het bereikte de 32e positie in de Top 40. Tweede single I'll Stick Around werd in 1995 uitgebracht. Door veel mensen wordt geloofd dat dit nummer over Courtney Love gaat, de weduwe van Nirvana-zanger Kurt Cobain. De videoclip was de eerste videoclip van de Foo Fighters en werd geregisseerd door Jerry Casale, die eerder videoclips maakte voor de band Devo. Grohl wilde een videoclip die leek op een videoclip van Devo maar zonder ze na te apen. De derde single was For all the Cows. De vierde en tevens laatste single van dit album was Big Me, uitgebracht in 1996.

## Tracklist
Alle muziek en teksten zijn geschreven door Dave Grohl. 
| 1.                 | This Is a Call      | 3:53 |
| 2.                 | I'll Stick Around   | 3:52 |
| 3.                 | Big Me              | 2:12 |
| 4.                 | Alone + Easy Target | 4:05 |
| 5.                 | Good Grief          | 4:01 |
| 6.                 | Floaty              | 4:30 |
| 7.                 | Weenie Beenie       | 2:45 |
| 8.                 | Oh, George          | 3:00 |
| 9.                 | For All the Cows    | 3:30 |
| 10.                | X-Static            | 4:13 |
| 11.                | Wattershed          | 2:15 |
| 12.                | Exhausted           | 5:45 |
| Totale duur: 44:06 |                     |      |

| Nr. | Titel                           | Duur |
| --- | ------------------------------- | ---- |
| 1.  | Winnebago (Grohl, Geoff Turner) | 4:13 |
| 2.  | Podunk                          | 3:04 |
| 3.  | How I Miss You                  | 4:54 |
| 4.  | Ozone (Ace Frehley)             | 4:16 |
| 5.  | For All the Cows (live)         | 3:33 |
| 6.  | Wattershed (live)               | 2:15 |